# Bing Bong
Bing Bong is het 18de stripverhaal van De Kiekeboes. De reeks wordt getekend door striptekenaar Merho.

## Verhaal
De familie Kiekeboe trekt op wintersport naar het Zwitserse Knüdetthal. Na een mislukte affaire met haar skileraar ontmoet Fanny tijdens een expeditie de reuzenaap Bing Bong. Die wordt stapelverliefd op haar. De twee raadsleden Hekel en Pekel willen echter de aap aan een pretpark verkopen. Bing Bong klimt woedend met Fanny op een kerktoren...

## Achtergronden bij het verhaal
- Herr Berg is een woordspeling op herberg.
- Herr Bahn is een woordspeling op heirbaan.